# Finn ló
A finn lónak két fajtája létezik, az igásló és az univerzális ló. Mindkettőt teljesítményéért, és nem a megjelenéséért tenyésztették. Az 1970-es évek óta nagyobb az érdeklődés a könnyebb testű változat iránt.

## Története
Őse a finn póni, mely a jégkorszakot megelőző időszakból származik. Az ősi európai könnyű- és nehéz testű lovak leszármazottai. Ezeket később hideg- és melegvérű fajtákkal egyaránt keresztezték. A könnyebb típust keresztezték az oldenburgi fajtával is, mely növelte a méretet és javította a mozgást. A fajtáról pontos leírást, és méneskönyvet 1970 óta vezetnek. Mindkét típusra szigorú vizsgálati rendszert alakítottak ki.

## Jellemzői
Marmagassága körülbelül 160 cm. Kisebb termete ellenére nagy erővel, illetve a könnyebb fajták gyorsaságával rendelkezik, amit jó szerkezetű, erős lábai biztosítanak. A háta egyenes, a far lejtése az ügetőlovak jellegzetessége. A lábak szárazak, vagyis semmi, vagy csak nagyon kevés bokaszőrzettel rendelkeznek. Fejvonala egyenes, a lapockája igen erős, melyek miatt inkább fogatolásra alkalmas, és nem lovaglásra. Hosszú életűek, kitartóak, nagy életerővel rendelkeznek. Az összes színváltozatban előfordul, de leggyakoribb a sárga és a palomino.

## Hasznosítása
A  fajta két típusa közül az erősebb testalkatú az igásló, melyet az erdészetben használnak igavonásra, és a könnyebb az univerzális ló, melyet többféleképpen hasznosítottak, például igavonásra, lovaglásra és ami a legfontosabb, a  fogatversenyeken is.